# Não farás para ti imagem de escultura
"Não farás para ti imagem de escultura" (Bíblia do Rei Jaime), também "Não farás para ti ídolo" (BJ, WEB) (hebraico אתה לא תעשה לך כל אליל, לא תמונה מפוסלת, transliteração neolatina Lo taaseh lëkha fesel vëkhål tëmunåh asher = "Não farás para ti imagem de escultura ou ídolo") é o complemento do "Segundo Mandamento da Lei de Javé Deus", na ordem original talmúdica, como ela foi dada a Moisés no Monte Sinai, em duas ocasiões (a primeira, relatada em Êxodo 20: 1–17, e a segunda, em Deuteronômio 5: 4–21), que estabelece a natureza exclusiva da relação entre a nação de Israel e Javé, O Deus de Israel, que Ele iniciou, após libertar os israelitas da escravidão através das pragas do Egito e do Êxodo, dando, pois, seguimento a "Os Dez Mandamentos", que são amplamente acolhidos como imperativos espirituais e morais por biblistas, estudiosos, historiadores e teólogos, tanto cristãos como judeus, e que se consideram, em vasta maioria, como aplicáveis ao povo de Javé Deus também na "Era da Graça", colimados por Jesus Cristo nos Dois Mandamentos do Amor, que são Um Só..
Embora nenhuma passagem bíblica isolada e única contenha uma definição completa e direta de idolatria, o assunto é tratado em várias passagens, de modo que a idolatria pode ser resumida como: (a) adoração de ídolos ou imagens; (b) adoração de deuses politeístas como ou sem uso explícito de ídolos ou imagens; (c) culto às coisas criadas (árvores, rochas, animais, astros celestes, ou, mesmo qualquer ser humano); (d) uso de ídolos/imagens [ainda que seja] na adoração à Javé Deus, Elohim, o Deus de Israel. No Novo testamento, são ainda qualificados como idolatria a cobiça (ganância), a gula, a bebedice, a feitiçaria e muitas outras faltas mais. Numa acepção ampla, "idolatria é tudo aquilo que, escolhido pelo ser humano, desvia o seu olhar e a sua adoração exclusivos de Javé Deus, O Senhor, em Cristo Jesus Salvador", pois tudo isso encaixa-se na proibição do terceiro mandamento. Quando o mandamento foi dado, abundavam as oportunidades de participar da honra ou adoração de ídolos, e as religiões das tribos cananeias vizinhas dos israelitas geralmente se concentravam em um ídolo de culto, cuidadosamente construído e mantido. No entanto, de acordo com o Livro de Deuteronômio, os israelitas foram estritamente advertidos a não adotarem nem mesmo adaptarem qualquer das práticas religiosas dos povos à sua volta.
Mas, a história do povo de Israel até o cativeiro babilônico mostra a violação desse mandamento [complemento do segundo], "Não terás outros deuses além de Mim". Muito da pregação bíblica, desde Moisés para o exílio é baseada em o ou escolha entre exclusiva adoração a Deus e aos ídolos. O exílio Babilônico parece ter sido um ponto de mudança, após o qual o povo judeu no total, retornou-se fortemente monoteísta e disposto a lutar batalhas (como a Revolta dos Macabeus) e a enfrentar o martírio, por recusar homenagem a qualquer outro deus.
Efetivamente, na era dos reis de Israel, inaugurada com o Rei Saul e sucedida pelo Rei David, houve muitos "altos e baixos" na fé do povo de Deus. O Rei Josias, quando vem a se tornar consciente dos termos da Aliança de Deus, trabalha com zelo para livrar seu reino de ídolos.
De acordo com o salmista e o profeta Isaías, aqueles que adoram os ídolos inanimados tornar-se-ão como eles, isto é, sem visão, insensíveis, incapazes de ouvir a verdade que Javé Deus iria comunicar-lhes.:

Salmos >>>: "(1) Não a nós, SENHOR, nenhuma glória a nós, mas, sim, ao Teu Nome, por Teu Amor e por Tua Fidelidade! (2) Por que questionam as nações: 'Onde está o Seu Deus?' (3) Nosso Deus está nos céus; tudo o que deseja, Ele tem o poder de realizar. (4) Os ídolos deles são prata e ouro, obras de mãos humanas. (5) Têm boca, mas não são capazes de falar, olhos mas não podem ver; (6) têm ouvidos, mas não conseguem ouvir; nariz, mas não possuem olfato. (7) Suas mãos não apalpam; seus pés não caminham; som nenhum emite sua garganta. (8) Sejam como eles quem os fabrica e todos os que neles depositam confiança!"(Bíblia King James Atualizada online)
Isaías >>>: "(21)'Apresentai a vossa causa', diz 'Javé'. 'Apresentai as vossas razões', convoca o Rei de Jacó. (22) Trazei os vossos ídolos para que nos anunciem o que há de acontecer; falai-nos dos eventos passados para que os consideremos e saibamos o fim deles; ou mostrai-nos o que haverá de ocorrer no futuro. (23) Anunciai-nos acontecimentos vindouros para que saibamos que sois deuses; fazei bem ou fazei mal, para que temamos e fiquemos atônitos. (24) Vós não sois nada, e o que fazeis é vão e inútil; quem vos escolhe é abominável!"(Bíblia King James Atualizada online)

## Os Dez Mandamentos
Diferentes tradições religiosas, não apenas judaicas ou só cristãs, apresentam os dezessete versículos de Êxodo 20: 1–17 e seus correspondentes versículos em Deuteronômio 5: 4–21  divididos e organizados em "dez mandamentos" ou "ditos" em modos diferentes, mostrados na tabela abaixo. Alguns sugerem que "o número dez" é uma opção para auxiliar a memorização, em vez de uma questão de teologia, embora essa organização decenal mostre coesão interna, concordância e consistência temática a justificá-la.
| LXX | FDA | SPT | TAV | AHV | CRV | LTV | PRC | Mandamento (artigo principal)                                                                 | Ex 20:1-17                                          | Dt 5:6-21                                           | Judaísmo                                            | Catol-"R"                                           | Catol-"O"                                           | Prot-"G"                                            |
| --- | --- | --- | --- | --- | --- | --- | --- | --------------------------------------------------------------------------------------------- | --------------------------------------------------- | --------------------------------------------------- | --------------------------------------------------- | --------------------------------------------------- | --------------------------------------------------- | --------------------------------------------------- |
| —   | —   | —   | 1   | —   | 1   | —   | (1) | Eu Sou Javé, o SENHOR, teu Deus, que te fez sair da terra do Egito, da casa da escravidão![1] | 2                                                   | 6                                                   | 1                                                   | 1                                                   | 1                                                   | 1                                                   |
| 1   | 1   | 1   | 2   | 1   | 1   | 1   | 1   | Não terás outros deuses além de Mim[1]                                                        | 3                                                   | 7                                                   | 2                                                   | 1                                                   | 1                                                   | 1                                                   |
| 2   | 2   | 1   | 2   | 1   | —   | 1   | 2   | Não farás para ti imagem de escultura[1]                                                      | 4–6                                                 | 8–10                                                | 2                                                   | 1                                                   | 2                                                   | 2                                                   |
| 3   | 3   | 2   | 3   | 2   | 2   | 2   | 3   | Não pronunciarás em vão o Nome de Javé, o SENHOR teu Deus[1]                                  | 7                                                   | 11                                                  | 3                                                   | 2                                                   | 3                                                   | 3                                                   |
| 4   | 4   | 3   | 4   | 3   | 3   | 3   | 4   | Lembra-te do dia do shabbãth, sábado, para santificá-lo[1]                                    | 8–11                                                | 12–15                                               | 4/sáb                                               | 3/dom[2]                                            | 4/dom[2]                                            | 4/dom[2]                                            |
| 5   | 5   | 4   | 5   | 4   | 4   | 4   | 5   | Honra teu pai e tua mãe                                                                       | 12                                                  | 16                                                  | 5                                                   | 4                                                   | 5                                                   | 5                                                   |
| 6   | 7   | 5   | 6   | 5   | 5   | 5   | 6   | Não matarás                                                                                   | 13                                                  | 17                                                  | 6                                                   | 5                                                   | 6                                                   | 6                                                   |
| 7   | 6   | 6   | 7   | 6   | 6   | 6   | 7   | Não adulterarás                                                                               | 14                                                  | 18                                                  | 7                                                   | 6                                                   | 7                                                   | 7                                                   |
| 8   | 8   | 7   | 8   | 7   | 7   | 7   | 8   | Não furtarás[3]                                                                               | 15                                                  | 19                                                  | 8                                                   | 7                                                   | 8                                                   | 8                                                   |
| 9   | 9   | 8   | 9   | 8   | 8   | 8   | 9   | Não darás falso testemunho contra o teu próximo                                               | 16                                                  | 20                                                  | 9                                                   | 8                                                   | 9                                                   | 9                                                   |
| 10  | 10  | 9   | 10  | 10  | 10  | 9   | 10  | Não cobiçarás (a casa do teu próximo)                                                         | 17a                                                 | 21b                                                 | 10                                                  | 10                                                  | 10                                                  | 10                                                  |
| 10  | 10  | 9   | 10  | 9   | 9   | 10  | 10  | Não cobiçarás (a mulher do teu próximo)                                                       | 17b                                                 | 21a                                                 | 10                                                  | 9                                                   | 10                                                  | 10                                                  |
| 10  | 10  | 9   | 10  | 10  | 10  | 10  | 10  | Não cobiçarás (seus servos, animais, ou coisa alguma que lhe pertença)                        | 17c                                                 | 21c                                                 | 10                                                  | 10                                                  | 10                                                  | 10                                                  |
| —   | —   | 10  | —   | —   | —   | —   | —   | Edificarás estas pedras, que Eu te ordeno, no Monte Gerizim                                   | Adoção exclusiva por parte da Comunidade Samaritana | Adoção exclusiva por parte da Comunidade Samaritana | Adoção exclusiva por parte da Comunidade Samaritana | Adoção exclusiva por parte da Comunidade Samaritana | Adoção exclusiva por parte da Comunidade Samaritana | Adoção exclusiva por parte da Comunidade Samaritana |

Tradições:
- Todas as citações das escrituras acima são da Bíblia King James . Clique nos versos no topo das colunas para outras versões.
- LXX: versão Septuaginta ("versão dos VXX"), geralmente seguida por cristãos ortodoxos.
- FDA: versão de Filo de Alexandria, basicamente idêntica à Septuaginta, mas com os mandamentos de "não matar " e de "não adulterar"  invertidos.
- SPT: versão do Pentateuco Samaritano ou Torá Samaritana, com um mandamento adicional sobre o Monte Gerizim como sendo o décimo.
- TAV:  versão do  Talmude judaico, faz do "prólogo" o primeiro "ditado" ou "matéria" e combina a proibição de adorar outras divindades além de Javé com a proibição da idolatria.
- AHV: versão de Agostinho, segue o Talmude, ao combinar os versículos 3–6, mas omite o prólogo como um mandamento e divide a proibição de cobiçar em dois e segue a ordem de palavras de Deuteronômio 5:21 em vez da de Êxodo 20:17.
- CRV: versão da Igreja Católica Romana, o Catecismo da Igreja Católica, em grande parte — mas, não em tudo — segue Agostinho.
- LTV: versão da Igreja Luterana, segue o Catecismo Maior de Lutero, que segue Agostinho, mas omite a proibição das imagens e usa a ordem das palavras de Êxodo 20:17, em vez das de Deuteronômio 5:21 para o nono e décimo mandamentos.
- PRC:  visão da Igreja Calvinista, segue os Institutos da Religião Cristã de João Calvino, que segue a Septuaginta; esse sistema também é usado no Livro Anglicano de Oração Comum.[47]
- A passagem dos mandamentos no Êxodo contém mais de dez declarações, dezenove no total. Enquanto a própria Bíblia assina a contagem de "10", usando a frase hebraica aseret had'varim— traduzida com as 10 palavras, afirmações ou coisas, essa frase não aparece nas passagens usualmente apresentadas como sendo "os Dez Mandamentos". Várias religiões dividem os mandamentos de modo diferente.  A tabela exibida aponta essas diferenças.
- [1] Jesus Cristo, em seu ministério, apresenta uma "releitura universal da Lei Mosaica", desde o Sermão da Montanha (Mt 5, 6 e 7[48]), bem como em várias outras ocasiões, em particular, o ensino sobre "O Maior Mandamento da Lei", ao qual foi arguido por um "juiz judeu, perito na Lei", conforme (Mt 22: 34-40[49]): " (34) Assim que os fariseus ouviram que Jesus havia deixado os saduceus sem palavras, reuniram-se em conselho. (35) E um deles, juiz perito na Lei, formulou uma questão para submeter Jesus à prova: (36) 'Mestre, qual é o Maior Mandamento da Lei?' (37) Asseverou-lhe Jesus: ' Amarás o Senhor, teu Deus, de todo o teu coração, de toda a tua alma e com toda a tua inteligência. (38) Este é o primeiro e maior dos mandamentos. (39) O segundo, semelhante a este, é: Amarás o teu próximo como a ti mesmo. (40) A estes dois mandamentos estão sujeitos toda a Lei e os Profetas. " (Mt 5, 6 e 7[49]). Alguns estudiosos e intérpretes bíblicos apressam-se a concluir que, com tal declaração, O Senhor Jesus Cristo houvesse abolido a Lei Antiga, o que, em verdade, nunca se deu. O que Ele fez foi uma "releitura unificadora e universalizante da Lei Antiga (também universal)", contudo sob um novo prisma — o prisma soberano do Amor". E, nesse sentido — pode-se dizer que Jesus Cristo "resumiu" a Antiga Lei de dez mandamentos para dois... e os dois tornou-os um só: O Grande e Universal Mandamento do Amor. O Apóstolo João, em seu evangelho remarca essa nota de modo extraordinário, por exemplo, em Jo 3:16-17[50]: " (16) Porque Deus amou o mundo de tal maneira que deu o seu Filho Unigênito, para que todo aquele que nele crê não pereça, mas tenha a vida eterna. (17) Portanto, Deus enviou o seu Filho ao mundo não para condenar o mundo, mas para que o mundo fosse salvo por meio dele. ". E, ainda mais, em suas Cartas (ou Epístolas), ele faz questão de aprofundar esse tema essencial, indispensável e universal. Por exemplo, em 1 Jo 3:16-17[51]:" (7) Amados, amemos uns aos outros, pois o Amor procede de Deus; e todo aquele que ama é nascido e conhece a Deus. (8) Aquele que não ama não conhece a Deus, porquanto Deus é Amor. (9) Foi desse modo que se manifestou o Amor de Deus para conosco: em haver Deus enviado o Seu Filho Unigênito ao mundo, para vivermos por intermédio d'Ele. (10) Assim, nisto consiste o Amor: não em que nós tenhamos amado a Deus, mas em que Ele nos amou e enviou o seu Filho como propiciação pelos nossos pecados. ". Algumas igrejas cristãs, entre as quais a Igreja Católica Romana,  mas não apenas ela, reunem os mandamentos da seguinte forma:  os mandamentos do Decálogo de números 1 a 4 são mandamentos de Amor a Deus; os de números 5 a 10 são mandamentos de Amor ao próximo.
- [2] O Cristianismo, em suas igrejas de modo geral (exceto as de confissão sabatista, como a Igreja Adventista do Sétimo Dia, entre outras) entende o dia de domingo como o dia do Senhor na Nova Aliança, pois foi o dia em que Jesus Cristo ressuscitou ("o terceiro dia")[52].
- [3] O Judaísmo afirma que essa é uma referência ao furto em geral, embora alguns, com base em Lv 19:11,[53] e na hermenêutica talmúdica (דבר הלמד מעניינו, Davar ha-lamed me-inyano ="O que ensina seu interesse",[54][55] sugiram ser apenas furto de propriedade.
- (4)/sab e (3 ou 4)/dom significam, respectivamente, os dias de sábado ou domingo, considerados de observância devida para o mandamento do shabbãth, por parte da confissão religiosa citada. O número "3" significa que a fé em causa considera-o como terceiro mandamento e o número "4", como o quarto mandamento.

A narrativa bíblica da revelação no Sinai começa em Êxodo 19:16,17 após a chegada dos filhos de Israel ao Monte Sinai (também chamado Monte Horebe). "(16) Ao alvorecer do terceiro dia, houve trovões, relâmpagos e uma espessa nuvem sobre a montanha, e um clangor muito forte de trombeta; e todas as pessoas que estavam no acampamento começaram a tremer de medo. (17) Então Moisés conduziu o povo para fora do acampamento, para encontrar-se com Deus, ao pé da montanha". Depois de "Javé Deus, o Senhor descer sobre o Monte Sinai", Moisés subiu brevemente e voltou e preparou o povo, e, em seguida, em Êxodo 20, "Deus falou" a todas as pessoas as palavras da Aliança, ou seja, os "Dez Mandamentos", como está escrito. A erudição bíblica moderna diverge sobre se, em Êxodo 19-20, o povo de Israel ouviu diretamente todo o Decálogo, ou apenas parte dele, ou se o povo o recebeu por meio de Moisés.
Como o povo estava com medo de ouvir mais e "distanciou-se", Moisés disse: "Não tenhais medo". Ele, porém, chegou-se à "escuridão espessa", onde "A Presença do SENHOR estava", para ouvir os estatutos adicionais e "juízos" os quais "escreveu"  na "Torá", e que leu para o povo na manhã seguinte, e todo o povo concordou em obedecer e fazer tudo o que o SENHOR havia dito. Moisés escoltou um grupo seleto composto por Aarão, Nadabe e Abiú e "setenta dos anciãos de Israel" para um local no monte onde eles adoravam "de longe"e eles "viram O Deus de Israel" acima de um "pavimento trabalhado como pedra de safira clara".
Então Javé disse a Moisés: "Sobe o monte, vem até mim e fica aqui; Eu te darei as tábuas de pedra com a Lei e os mandamentos que escrevi para instrução do povo!" Moisés partiu com Josué, seu cooperador; e subiram à montanha de Deus. — Primeira menção das Tábuas da Aliança em Ex 24:12-13

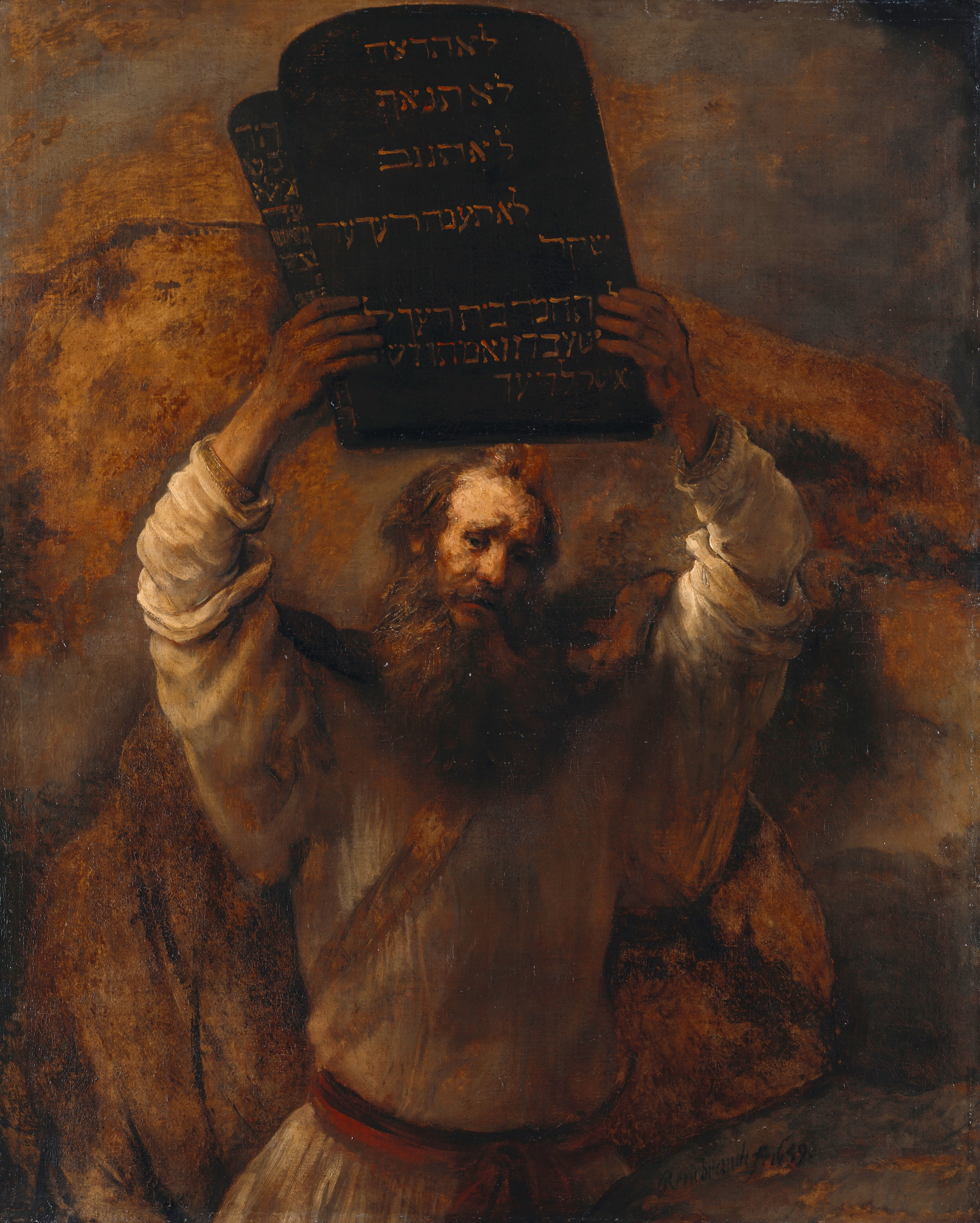
Moisés quebra as Tábuas da Lei (1659) por Rembrandt. (Gemäldegalerie, Berlin)

O monte ficou coberto pela nuvem durante seis dias, e no sétimo dia Moisés entrou no meio da nuvem e ficou "no monte quarenta dias e quarenta noites ". E Moisés disse: "O SENHOR Javé entregou-me duas tábuas de pedra escritas com O Dedo de Deus, e nelas estava escrito de acordo com todas as Palavras, que o SENHOR Javé falou convosco no monte do meio do fogo no dia da assembléia " Antes dos quarenta dias completos expirarem, os filhos de Israel decidiram coletivamente que algo havia acontecido a Moisés, e compeliram Arão a moldar um bezerro de ouro , e ele "construiu um altar diante dele" e o povo "adorou". Com essa conduta, o povo de Israel demonstrou que, apesar de ter saído e liberto do Egito em apenas um dia, todavia, o Egito ainda precisava sair dele, o que tomou muito mais tempo.
Após quarenta dias, Moisés e Josué desceram do monte com as duas tábuas: "E aconteceu que, chegando ao arraial, viu o bezerro e a dança; e Moisés, ardendo em ira, tirou as tábuas das mãos e as quebrou no pé do monte. Após os eventos nos capítulos 32 e 33, no capítulo 34: "Então Javé solicita a Moisés: 'Corta duas placas de pedra semelhantes às primeiras, sobe a mim na montanha, e Eu escreverei as mesmas palavras que escrevi nas primeiras tábuas, que quebraste'.". "(27) Disse ainda Javé a Moisés: 'Escreve essas palavras; porquanto é de acordo com o teor dessas palavras que estabeleço aliança contigo e com Israel!' (28) Moisés ficou ali com o SENHOR quarenta dias e quarenta noites, sem comer pão e sem beber água. E escreveu sobre as tábuas de pedra as palavras da aliança: os Dez Mandamentos".
Conforme a tradição judaica, Êxodo 20: 1–17{ constitui a primeira dação de Deus dos Dez Mandamentos nas duas tábuas, que Moisés quebrou em ira com sua nação rebelde. Mais tarde, foi reescrita em novas tábuas e depositada na Arca da Aliança. Essas novas tábuas consistem na reedição por Deus dos Dez Mandamentos para a geração mais jovem que deveria entrar na Terra Prometida. As passagens em Êxodo 20 e Deuteronômio 5 contêm mais de dez declarações, totalizando dezenove ao todo.

## Aspectos culturais

### O Mandamento
"(4) Não farás para ti nenhum ídolo, nenhuma imagem esculpida, nada que se assemelhe ao que existe lá em cima, nos céus, ou embaixo na terra, ou mesmo nas águas que estão debaixo da terra. (5) Não te prostrarás diante desses deuses e não os servirás, porquanto Eu, o SENHOR teu Deus, sou um Deus ciumento, que puno a iniquidade dos pais sobre os filhos até a terceira e quarta geração dos que Me odeiam, (6) mas que também ajo com Amor até a milésima geração para aqueles que Me Amam e guardam os Meus Mandamentos."(Bíblia King James Atualizada online)
(4) לֹֽ֣א תַֽעֲשֶׂ֨ה־לְךָ֥֣ פֶ֣֙סֶל֙׀ וְכָל־תְּמוּנָ֡֔ה אֲשֶׁ֤֣ר בַּשָּׁמַ֣֙יִם֙׀ מִמַּ֡֔עַל וַֽאֲשֶׁ֥ר֩ בָּאָ֖֨רֶץ מִתַָּ֑֜חַת וַאֲשֶׁ֥֣ר בַּמַּ֖֣יִם׀ מִתַּ֥֣חַת לָאָֽ֗רֶץ
(5) לֹֽא־תִשְׁתַּחְוֶ֥֣ה לָהֶ֖ם֮ וְלֹ֣א תָעָבְדֵ֑ם֒ כִּ֣י אָֽנֹכִ֞י יְהוָ֤ה אֱלֹהֶ֙יךָ֙ אֵ֣ל קַנָּ֔א פֹּ֠קֵד עֲוֺ֨ן אָבֹ֧ת עַל־בָּנִ֛ים עַל־שִׁלֵּשִׁ֥ים וְעַל־רִבֵּעִ֖ים לְשֹׂנְאָֽ֑י׃
(6) וְעֹ֥֤שֶׂה חֶ֖֙סֶד֙ לַאֲלָפִ֑֔ים לְאֹהֲבַ֖י וּלְשֹׁמְרֵ֥י מִצְוֺתָֽי׃ ס— (Westminster Leningrad Codex (WLC))

### Termos para ídolo
A palavra portuguesa "ídolo" em traduções da Bíblia Sagrada pode representar qualquer uma das várias palavras hebraicas. No mandamento "Não farás para ti imagem de escultura [ou ídolo]", o termo hebraico em transliteração neoltaina é pesel, indicando algo esculpido ou cortado. Em passagens sucessivas, pesel aplicou-se às imagens em madeira, metal e pedra. Outros termos, como nēsek e massēkâ, massēbâ, ōseb, e maskit também indicam um material ou o modo de fabricação.
Alguns termos representam a visão moral consistentemente negativa com a qual os ídolos são retratados na Bíblia Sagrada.  Por exemplo, nos escritos sagrados hebraicos, que incluem os comentários e a literatura rabínica, os ídolos são referidos como "não Deus", "coisa sem valor", "vaidade", "iniquidade", "vento e confusão" , "os mortos", "carcaça", e "mentira". Outros termos são intencionalmente pejorativos, como "elilim", "impotente", e "gillulim", "pelota de esterco".

### Contextos antigos
Os ídolos do Antigo Oriente Próximo foram figuras centrais dos cultos tribais ao redor de Israel. Reporta-se que eram colocados sobre pedestais, vestidos e coloridos, e, ainda, atados com cadeias de prata ou pregos de ferro, prevenido-se quedas ou subtração. Para se demonstrar vitória sobre um ídolo de um inimigo, era costume tirar os ídolos dos vencidos e um costume semelhante é frequentemente mencionado em textos cuneiformes da região.
Estudiosos têm discutido se os adoradores de ídolos distinguiam entre um ser espiritual, que [supunham] existir de forma independente dos ídolos físicos e os ídolos físicos em si. Alguns estudiosos opinam que os pagãos na era da Bíblia hebraica não adoravam literalmente os objetos em si, os quais eram a representação de seu [como quer que imaginassem] ser objeto de culto, de modo que a questão da idolatria está realmente preocupada com o fato de a busca estar dirigida ou a um "deus falso" ou a "Javé, O Deus Verdadeiro". Além do aspecto espiritual de sua adoração, os povos do Antigo Oriente Próximo tomavam muito cuidado em manter fisicamente o seu culto a ídolos, e imaginavam que as instruções para o seu fabrico e manutenção vinham do espírito do deus. Realizavam-se cerimônias mágicas pelas quais o povo era levado a crer que o espírito do deus veio habitar naquele ídolo físico. Quando ídolos eram capturados sem o esperado cuidado, suas práticas religiosas eram também desprezadas. Assim, embora os estudiosos debatam acerca de se efetivamente havia [a imaginação ou suposição] de um ser espiritual que se hospedasse no ídolo físico, ou se a adoração era dirigida diretamente ao ídolo físico, na prática isso costuma não ser fácil de discenir.

## Antigo Testamento

### Visão judaica
No Judaísmo, Javé Deus escolhe revelar Sua Identidade Pessoal, não como um ídolo ou imagem, mas por Suas Palavras, por Suas ações na história, e por Seu Trabalho na e por meio da humanidade:

"(4) Desde a antiguidade não se ouviu, nem se percebeu, tampouco escutou-se comentários; nem olho algum sequer vislumbrou outro Deus além de Ti, que age em favor daqueles que nele depositam sua esperança."(Bíblia King James Atualizada online)
A idolatria é um dos três pecados (juntamente com o adultério e assassinato) que a Mishná diz que devem ser resistidos até à morte. Na época em que o Talmude foi escrito, a aceitação ou a rejeição da idolatria era um teste decisivo para a atribuição da [genuína] identidade judaica: "Todo aquele que nega os ídolos é chamado judeu". "Todo aquele que reconhece os ídolos negou toda a Torá; e todo aquele que nega os ídolos tem reconhecido toda a Torá". O Talmude discute o assunto de idolatria em muitas passagens. Todo um tratado, Avodá Zará ("estranha adoração") contém orientações práticas para a interação com os povos vizinhos, de modo a evitar a prática ou, mesmo indiretamente, apoiar tal adoração.
Em suas obras, Filo de Alexandria defendeu a visão judaica de Javé Deus contra a "adoração ao imperador" (do mundo romano, dominante mundial, na ocasião) e a "adoração de animais" (pelos egípcios) — pois ambas eram, indistintamente, declaradas expressões de idolatria.
Maimônides advertiu ainda que mesmo objetos especiais (como mezuzá) e orações especiais (como Shemá Israel) têm apenas a intenção de lembrar as pessoas do Amor a Javé Deus e Seus preceitos e não garantem, em si mesmos, boa sorte (não se devem  tornar ídolos).
Embora os judeus sejam proibidos em geral de zombar de algo santo, considera-se meritório ridicularizar os ídolos. Isso aparentemente originou-se em tempos antigos, já que algumas das várias palavras hebraicas do Tanakh — que, em essência, é a própria Bíblia hebraica — traduzidas como "ídolo" são pejorativas e até mesmo deliberadamente desdenhosas, como "elilim", "impotente", "gillulim" e "pelota de esterco".
Atitudes em relação à interpretação do mandamento mudaram ao longo dos séculos, na medida em que, enquanto os rabinos do primeiro século na Judeia  opunham-se violentamente à representação de figuras humanas e à colocação de estátuas em templos, os judeus babilônios do terceiro século tinham visões diferentes; e enquanto não existe arte figurativa da Judeia romana do primeiro século, a arte nas paredes da Sinagoga de Dura Europo desenvolveu-se sem objeção dos rabinos.

### Injunções bíblicas
A idolatria é proibida em muitas passagens bíblicas, embora não se tenha achado uma só que contenha uma definição completa. Há várias prescrições sobre esse assunto ao longo dos livros do Tanakh, que reunidas, concebem idolatria como adoração de ídolos (ou imagens); adoração de deuses politeístas com ou sem uso explícito de ídolos (ou imagens); adoração de coisas criadas (astros celestes, animais, árvores, pedras ou outro ser humano); e até mesmo o uso de ídolos [como sendo para, ou, mesmo, com a intenção de] adoração de Javé, O Deus de Israel.
Questionou-se se o mandamento, na visão antiga , proíbe o uso até de imagens de Javé. Alguns estudiosos têm sugerido que o bezerro de ouro feito por Arão (enquanto Moisés, no Monte Sinai, recebia as primeiras tábuas do Decálogo (conforme Êxodo 32:1-6) tencionava representar Javé, ou, talvez, um corcel ou trono no qual o povo "visse" Javé. Conforme Êxodo 32:7-8, Javé alerta Moisés sobre o que se estava passando com o povo, julgando o bezerro de ouro como violação da lei recém dada: "Eles se desviaram rapidamente da maneira que eu lhes ordenei". Outros dizem que a feitura do bezerro de ouro leva à quebra das tábuas do Decálogo, violando o pacto. O evento e o escrito plural do segundo mandamento levam muitos estudiosos a concluir que ele proíbe a feitura de qualquer imagem, de Javé ou de coisa criada que se divinize
Os textos antigos afirmam, vários vezes, que Javé Deus não tem forma e é absolutamente incomparável; logo, nenhum ídolo, imagem, ideia ou coisa criada poderia capturar a essência de Deus. Deuteronômio 4 relata que, ao serem os israelitas visitados por Deus no Monte Sinai, quando os Dez Mandamentos foram dados, nenhuma forma eles viram e isso justificaria a impossibilidade de qualquer representação física do divino, de humanos, animais, planta, astros celestes, ou outra coisa qualquer: "Não farás para ti nenhum ídolo, nenhuma imagem, de nada que se assemelhe ao que existe lá em cima, no céu, ou cá embaixo, na terra, ou nas águas que estão debaixo da terra.". Em vez de "usar um ídolo", Javé Deus escolheu revelar-se em palavras e ações, trabalhando por meio das pessoas e na sua história (Ver Livro de Isaías, cap. 64, vers, 4).
De acordo com o Livro de Josué, Abraão veio de uma terra e de uma família que originariamente adoravam a deuses estranhos. Contudo, quando Javé Deus revelou-se a Abrão e o chamou para sair de sua terra natal para Canaã, ele o fez. Conforme Gênesis, o culto a imagem existia no tempo de Jacó, pois Raquel subtraiu terafins de seu pai Labão . Mas, segundo (Gênesis 31:32), isso foi sem o conhecimento de Jacó. Como está escrito: "Ora, Jacó, de fato, não sabia que Raquel os havia roubado."
Como a liderança de Israel passou de Moisés a Josué, a Aliança entre Israel e Javé Deus foi lembrada e reforçada; repetidos avisos emitiram-se contra o adotar ou sequer adaptar os costumes idólatras dos povos que os israelitas encontrariam, sob pena de completa destruição da nação e perda da terra prometida. Nos séculos seguintes, porém, a idolatria invadiu, permeou e difundiu-se entre os israelitas e apoiada por muitos dos seus reis, apesar de repetidos avisos dos profetas, culminando com o cativeiro ou exílio babilônico. Juntamente com as advertências originais, havia a promessa de restauração para aqueles que se afastassem dos ídolos e se voltassem para Javé Deus. Todavia, após repetidas recusas ao longo do tempo, de afastarem-se dos ídolos, Javé Deus anunciou, por meio do profeta Jeremias, que a Aliança fora quebrada além da medida, e, assim, o julgamento (Cativeiro da Babilônia) certamente aconteceria, como, de fato, aconteceu.
Os mandamentos da Bíblia hebraica contra idolatria também proibiam adotar crenças e práticas das nações que viviam ao redor dos israelitas na época, em especial as antigas religiões do Egito e da Mesopotâmia. Dezenas de passagens da Bíblia hebraica referem-se às práticas específicas usadas na adoração de ídolos, como: oferta de incenso, oração, comida, bebida, oferendas de sangue, canto e dança com autoflagelo por cortes na carne, reverência e beijo a/no ídolo, comportamento lascivo, passagem de filhos (sexo masculino) pelo fogo, entrega de filhas (sexo feminino) à prostituição, bem como sacrifício humano, inclusive sacrifício de crianças.
O antigo entendimento aparentemente não conflitava com a representação artística das coisas criadas. A Bíblia hebraica descreve o Tabernáculo, e mais tarde, o Templo, com tapeçarias e figuras de querubins, flores, frutos, árvores e animais.
No entanto, às vezes, objetos cuja feitura Javé Deus instruiu, foram transformados em ídolos pelos israelitas. O Livro de Números contém um relato, no qual Javé Deus instruiu Moisés a fazer uma serpente de bronze como parte de um rito de cura de uma praga de cobras venenosas, que tinha surgido no meio dos israelitas como castigo para o pecado. A serpente de bronze é mencionada novamente em 2 Reis 18. No entanto, em vez de ficar como memorial da Providência da parte de JavéDeus, ela veio a tornar-se um ídolo, ao qual o povo chamava e adorava. Assim, o "ídolo serpente de bronze" foi destruído no reinado de Ezequias.
Segundo Êxodo 25:10-22, a Arca da Aliança era baú retangular, revestido de ouro puro, com dois querubins de ouro puro sobre a tampa. Considerada santa e mantida no Santo dos Santos (parte mais interna do Tabernáculo, depois, o Templo), não se podia tocar, mas transportar na forma prescrita. Todavia, não devia ser objeto de adoração, e, quando os israelitas levaram-na à guerra como "um mero objeto de ídolo cultual, supondo que ela, por si, garantiria a vitória [esqueceram-se de Javé Deus]", foram derrotados, sofrendo 30 mil mortos, tendo a Arca sido capturada e levada para o templo de um deus estranho.
Por causa da idolatria de Salomão em seus anos finais (1 Reis 11:31-39, houve a divisão do Reino Unificado de Israel em dois reinos: Reino de Israel (do Norte, com dez das doze tribos) e Reino de Judá (do Sul, com as duas tribos restantes). O relato em 1 Reis 12:28-30 descreve como Jeroboão fizera bezerros de ouro para os locais de culto em Betel e Dã. Isso foi feito com objetivos políticos, para distanciar a fidelidade dos israelitas da lealdade ao culto em Jerusalém, que era em Judá e governada pelo rei Roboão. O texto diz: "Isso se tornou pecado", e seu estabelecimento foi acompanhado por várias violações à Aliança com Javé Deus. A linguagem usada por Jeroboão para introduzir a adoração desses ídolos a Israel foi muito semelhante à usada por Arão em relação ao bezerro de ouro no Monte Sinai. As próprias imagens eram reminiscência de deuses egípcios, representados pelo touro. De acordo com 1 Reis 13, Javé Deus enviou um profeta de Judá para denunciar as ações de Jeroboão e prever a vinda do rei Josias (290 anos depois), que destruiria aqueles sacerdotes que participaram das práticas idólatras.
O povo judeu, de ambos os reinos, não apenas substituiu a adoração a Javé, O Deus de Israel pelos deuses cananeus. O0 politeísmo e a adoração de deuses estrangeiros tornaram-se virtualmente oficiais nos reinos do norte e do sul, apesar das repetidas advertências dos profetas de Javé Deus.
O Livro dos Reis relata a grande disputa, no século 9 a.C., no Monte Carmelo entre Elias, profeta de Javé Deus e os 450 profetas de Baal, sobre o controle da chuva e, pois, acerca da divindade. Elias desafia os israelitas "Se o Javé, O Senhor é Deus, segui-O, mas, se Baal o for, segui-o". O povo permanece ambivalente, até a plena demonstração de vitória de Javé, quando, Elias ordena que prendam os 450 profetas de Baal,  e os mata. Embora a política politeísta oficial impulsionada por Jezabel, esposa do rei Acabe, não mudasse no curto prazo, o texto seguinte indica que Acabe depois deixou os ídolos e voltou a Javé, O Senhor.
Os livros proféticos (Nevi'im) relatam a luta contínua contra a idolatria. Por exemplo, o profeta bíblico Jeremias reclama: "Os teus deuses, são tão numerosos como as tuas cidades, ó Judá.". Jeremias, Ezequiel e Oseias referiram-se ao culto de Israel a outros deuses como adultério espiritual: "Como tenho sido afligido por teus corações adúlteros, que se afastaram de Mim, e por teus olhos, que cobiçaram os ídolos". Isso causou a quebra da Aliança entre Javé e Israel e o "divórcio", manifestada como derrota pelo rei Nabucodonosor II, de Babilônia, seguido de exílio, do qual o reino do Norte nunca se recuperou.
O salmista descreveu os ídolos como feitos de ouro, prata, madeira e pedra. Eles são referidos como sendo apenas o trabalho das mãos dos homens, incapazes de falar, ver, ouvir, cheirar, comer, agarrar ou sentir, e impotentes para prejudicar ou para beneficiar. O salmista, e também o profeta Isaías advertem que a adoração de tais objetos impotentes não é inofensiva: "Aqueles que os adoram serão como eles", isto é, sem ver, sem sentimentos, incapazes de ouvir a Verdade que Javé Deus comunicaria a eles
A Bíblia apresenta Daniel e seus companheiros como exemplos distintos e positivos de indivíduos que se recusam a homenagear outro deus, mesmo ao preço de suas vidas. Durante o tempo do exílio, Nabucodonosor erige uma estátua de ouro de si mesmo e ordena todos os sujeitos a adorá-la. Três oficiais judeus (Sadraque, Mesaque e Abednego), que foram levados para a Babilônia junto com Daniel, recusam-se a se curvar diante da estátua. Ao enfrentarem ser queimados vivos numa fornalha, eles comunicam sua fé e sua determinação: "Se nós formos jogados na fornalha ardente, Javé, O Deus que nós servimos pode salvar-nos disso, e ele nos resgatará de tua mão, Ó rei, mas mesmo que Ele não queira, queremos que saibas, ó rei, que não serviremos a teus deuses nem adoraremos a imagem de ouro que estabeleceste.

### Revolta macabeia
Depois de Antíoco IV Epifânio retomar Jerusalém em 167 a.C., ele proibiu a Torá e introduziu o culto de deuses estrangeiros no Segundo Templo, e muitos Judeus foram martirizados pois se recusaram a reconhecer as reivindicações das divindades selêucidas .

## Novo Testamento

### Cristianismo
Embora Jesus tenha discutido os Dez Mandamentos no Sermão da Montanha, Ele não falou diretamente sobre questões relativas ao significado do mandamento contra a idolatria. De acordo com Atos dos Apóstolos, os apóstolos discutiram a questão de quais mudanças comportamentais imediatas seriam requeridas dos gentios que se tornaram cristãos no Concílio de Jerusalém. Eles decidiram instruir novos convertidos: "Entretanto, quanto aos gentios que se converteram, já lhes escrevemos a nossa determinação para que se abstenham de comer qualquer alimento oferecido aos ídolos, do sangue, da carne de animais estrangulados e de todo tipo de imoralidade sensual". Na Primeira Carta aos Coríntios, Paulo esclareceu essa instrução, orientando os convertidos que estavam preocupados com a possibilidade de parte da carne vendida no mercado ter sido ou sacrificada ou consumida em oferenda a ídolos . Ele condenou a participação em festas de ídolos, pois significava claramente participação na idolatria. No entanto, Paulo aconselhou os coríntios a não se preocuparem com alimentos (carnes e outros) vendidos no mercado em geral, ou servidos em refeição, sem que se tivesse ciência prévia da natureza, por questão de consciência, "desde que recebida com ação de graças"; doutra forma, se anúncio prévio houvesse sobre origem idolátrica do alimento, deveria ser recusado, tudo com respeito à própria consciência e à consciência alheia. A linguagem usada por Paulo nestas passagens é semelhante aos dois primeiros mandamentos, em referência regular ao ciúme de Deus, às advertências afiadas contra idolatrias e imagens de ídolos, e à identificação de Javé como criador e aquele que libertou os israelitas do Egito.
O Apóstolo Paulo identifica a adoração de coisas criadas (em vez de O Criador), como a causa da desintegração moral, sexual e social romana em sua Carta aos Romanos:

"(19) pois o que de Deus se pode conhecer é evidente entre eles, porque o próprio Deus lhes manifestou. (20) Pois desde a criação do mundo os atributos invisíveis de Deus, seu eterno poder e sua natureza divina, têm sido observados claramente, podendo ser compreendidos por intermédio de tudo o que foi criado, de maneira que tais pessoas são indesculpáveis; (21) porquanto, mesmo havendo conhecido a Deus, não O glorificaram como Deus, nem l'HE renderam graças; ao contrário, seus pensamentos passaram a ser levianos, imprudentes, e o coração insensato deles tornou-se em trevas. (22) E, proclamando-se a si mesmos como sábios, perderam completamente o bom senso (23) e trocaram a Glória do Deus imortal por imagens confeccionadas conforme a semelhança do ser humano mortal, bem como de pássaros, quadrúpedes e répteis. (24) Por esse motivo, Deus entregou tais pessoas à impureza sexual, segundo as vontades pecaminosas do seu coração, para degradação de seus próprios corpos entre si. (25) Porquanto trocaram a verdade de Deus pela mentira, e adoraram objetos e seres criados, em lugar do Criador, que é bendito para sempre. Amém! (26) E, por essa razão, Deus os entregou a paixões vergonhosas. Até suas mulheres trocaram suas relações sexuais naturais por outras, contrárias à natureza. (27) De igual modo, os homens também abandonaram as relações sexuais naturais com suas mulheres e se inflamaram de desejo sensual uns pelos outros. Deram, então, início a sucessão de atos indecentes, homens com homens, e, por isso, receberam em si mesmos o castigo que a sua perversão requereu. (28) Além do mais, considerando que desprezaram o conhecimento de Deus, Ele mesmo os entregou aos ardis de suas próprias mentes depravadas, que os conduz a praticar tudo o que é reprovável. (29) Então, tornaram-se cheios de toda espécie de injustiça, maldade, ganância e depravação. Estão empanturrados de inveja, homicídio, rivalidades, engano e malícia. São bisbilhoteiros, (30) caluniadores, inimigos de Deus, insolentes, arrogantes e presunçosos; vivem criando maneiras de praticar o mal; desobedecem a seus pais; (31) são insensatos, desleais, sem amor e respeito à família, sem qualquer misericórdia para com o próximo. (32) E, apesar de conhecerem a justa Lei de Deus, que declara dignos de morte todas as pessoas que praticam tais atos, não somente os continuam fazendo, mas ainda aprovam e defendem aqueles que também assim procedem."(Bíblia King James Atualizada online)
Embora o mandamento implique que a adoração a Deus é incompatível com a adoração de ídolos, a "marca" do indivíduo adorador de ídolos em contraste com a pessoa adoradora de Javé Deus não é mostrada como algo predeterminada ou imutável na Bíblia. Quando a Aliança Mosaica é renovada sob Josué, os israelitas são encorajados a jogar fora seus deuses estrangeiros e fazerem efetivamente uma "escolha naquele dia, relativamente a quem iriam servir":

"(14) Agora, portanto, temei a'O SENHOR e servi-O com integridade e com sinceridade: lançai fora os deuses aos quais serviram os vossos antepassados do outro lado do Rio e no Egito, e servi de coração a 'Javé'. (15) Porém, se não vos parece bem servir a 'Javé', escolhei agora a quem quereis servir: se as divindades às quais serviram vossos antepassados além do rio Eufrates, na terra da Mesopotâmia ou os deuses dos amorreus em cuja terra agora habitais. Eu e a minha casa serviremos a'O SENHOR!' "(Bíblia King James Atualizada online)
No relato do Livro dos Atos dos Apóstolos, Paulo Apóstolo diz aos atenienses da época que, apesar de sua cidade estar cheia de ídolos a vários deuses, Javé, O Deus Verdadeiro não é representado por qualquer deles, e, referindo-se ao "Deus Desconhecido", exige que eles se afastem dos ídolos
Em Atenas, Paulo inquietou-se muito ao ver que a cidade estava cheia de ídolos, e no Areópago, ele apresentou Javé, O Deus de Israel como o criador de tudo, como Único Deus e não representado por um ídolo. Ele ensinou:

"(16) Enquanto Paulo esperava por seus companheiros em Atenas, ficou profundamente indignado ao perceber que a cidade tinha ídolos por toda parte. (17) E sobre esse tema dissertava na sinagoga entre os judeus e os gentios obedientes a Deus, bem como na praça principal, diariamente, a todos aqueles que ali estivessem. (18) Então, alguns filósofos epicureus e estoicos começaram a argumentar com ele. Alguns indagavam: 'O que deseja comunicar esse tagarela?' Outros comentavam: 'Parece ser um anunciador de deuses estranhos', pois Paulo lhes pregava as Boas Novas de Jesus e a ressurreição. (19) Por essa razão, o levaram a uma reunião no Areópago, onde lhe questionaram: 'Podes revelar-nos que nova doutrina é essa sobre a qual dissertas? (20) Pois estás nos apresentando pensamentos estranhos, e desejamos compreender o significado de tais ideias'. (21) Porquanto os cidadãos de Atenas, assim como todos os estrangeiros que ali viviam não se preocupavam com outro assunto senão falar e procurar saber as últimas novidades.  (22) Sendo assim, Paulo levantou-se no meio da reunião do Areópago e discursou: 'Caros atenienses! Percebo que sob todos os aspectos sois muitíssimo religiosos, (23) pois, caminhando pela cidade, observei cautelosamente seus objetos de adoração e encontrei até um altar com a seguinte inscrição: AO DEUS DESCONHECIDO. Ora, pois é exatamente este a quem cultuais em vossa ignorância, que eu passo a vos apresentar. (24) O Deus que criou o Universo e tudo o que nele existe é o Senhor dos céus e da terra, e não habita em santuários produzidos por mãos humanas. (25) Ele também não é servido pelas mãos dos homens, como se precisasse de algo, porquanto Ele mesmo concede a todos a vida, o fôlego e supre todas as nossas demais necessidades. (26) De um só homem fez Deus todas as raças humanas, a fim de que povoassem a terra, havendo determinado previamente as épocas e os lugares exatos onde deveriam habitar. (27) Deus assim procedeu para que a humanidade o buscasse e provavelmente, como que tateando, o pudesse encontrar, ainda que, de fato, não esteja distante de cada um de nós: (28) 'Pois nele vivemos, nos movimentamos e existimos', como declararam alguns de vossos poetas: 'Porquanto dele também somos descendentes'. (29) Portanto, considerando que somos geração de Deus, não devemos acreditar que a Divindade possa ser semelhante a uma imagem de ouro, prata ou pedra, esculpida pela arte e idealização humana. (30) Em épocas passadas, Deus não levou em conta essa falta de sabedoria, mas agora ordena que todas as pessoas, em todos os lugares, cheguem ao arrependimento. (31) Porque determinou um dia em que julgará o mundo com o rigor de sua justiça, por meio do homem que para isso estabeleceu. E, quanto a isso, Ele deu provas a todos, ao ressuscitá-lo dentre os mortos!' "(Bíblia King James Atualizada online)
Em Éfeso, Paulo provocou a ira de ourivesaria (que estavam preocupados com a perda de rendimento a partir da queda de vendas de ídolos), quando as pessoas responderam à sua pregação e afastou-se da adoração de ídolos. Paulo ensinou que os Cristãos devem evitar participar ativamente na adoração de qualquer coisa que não seja Deus. Ele considera o senso comum de que o culto de Deus e a adoração de qualquer outro ser espiritual são incompatíveis:

"(14) Por isso, meus amados irmãos, fugi da idolatria. (15) Falo isso a pessoas sensatas; julgai vós mesmos o que estou afirmando. (16) Não é verdade que o cálice da bênção que abençoamos é a comunhão do sangue de Cristo? Acaso o pão que partimos não é nossa participação no Corpo de Cristo? (17) Como há somente um pão, nós, que somos muitos, somos um só corpo, pois todos participamos de um único pão. (18) Observai o povo de Israel: porventura os que comem dos sacrifícios não são participantes do altar? (19) Sendo assim, o que estou querendo dizer? Será que o sacrifício oferecido a um ídolo significa alguma coisa? Ou o ídolo tem algum valor? (20) Não! Quero enfatizar que o que os pagãos sacrificam é oferecido, isto sim, aos demônios e não a Deus. E não quero que tenhais qualquer comunhão com os demônios. (21) Não podeis beber do cálice do Senhor e do cálice dos demônios. Não podeis participar da mesa do Senhor e da mesa dos demônios. (22) Ou desejamos provocar os ciúmes do Senhor? Porventura somos mais fortes do que Ele?"(Bíblia King James Atualizada online)
O Novo Testamento também usa o termo "ídolo", com referência a vários outros conceitos, como na Carta aos Colossenses: "Sendo assim, fazei morrer tudo o que pertence à natureza terrena: imoralidade sexual, impureza, paixão, vontades más e a ganância, que também é idolatria". Isso expande o escopo do que está incluído na idolatria a certos comportamentos e prioridades, que capturam a atenção e o respeito à custa do que é devido a Javé Deus (Ver também Não terás outros deuses além de Mim). Paulo advertiu os Gálatas que aqueles que vivem na idolatria "não herdarão o reino de Deus", e na mesma passagem associa feitiçaria a idolatria. Na Carta aos Filipenses, ele se refere àqueles cujo "deus é o estômago" James 4:4. Em várias Novo Testamento, de escrituras, incluindo o Sermão da Montanha, o termo idolatria é aplicado ao amor ao dinheiro O apóstolo Tiago repreende aqueles que se focam em coisas materiais, utilizando uma linguagem semelhante à dos profetas do Antigo Testamento: "(3) E quando pedis não recebeis, porquanto pedis com a motivação errada, simplesmente para esbanjardes em vossos prazeres. (4) Adúlteros! Ou não estais cientes de que a amizade com o mundo é inimizade contra Deus? Ora, quem quer ser amigo do mundo torna-se inimigo de Deus. (5) Ou imaginais que é sem razão que a Escritura afirma que o Espírito que Ele fez habitar em nós zela com ciúmes dos seus?".
Paulo elogiou a igreja em Tessalônica dizendo: "8Porquanto, a partir de vós, não somente a Palavra do Senhor foi proclamada na Macedônia e na Acaia, mas também a vossa fé em Deus tornou-se conhecida em todos os lugares, a ponto de não ser necessário que acrescentemos mais nada a isso. 9Porque todos eles relatam de que maneira fomos recebidos por vós, e de que maneira vos convertestes dos ídolos a Deus, para servirdes ao Deus vivo e verdadeiro, 10enquanto aguardais do céu seu Filho, a quem Ele ressuscitou dentre os mortos, Jesus, que nos livra da ira que certamente virá". Paulo identifica a adoração de coisas criadas (em vez do Criador), como a causa da desintegração sexual e moral da sociedade na Carta aos Romanos. Os apóstolos Pedro e João, no Apocalipse, também se referem a conexão entre a adoração de outros deuses e pecados sexuais, ora metaforicamente ora literalmente..

### Visão católica
"(4) Não farás para ti nenhum ídolo, nenhuma imagem esculpida, nada que se assemelhe ao que existe lá em cima, nos céus, ou embaixo na terra, ou mesmo nas águas que estão debaixo da terra. (5) Não te prostrarás diante desses deuses e não os servirás, porquanto Eu, o SENHOR teu Deus, sou um Deus ciumento, que puno a iniquidade dos pais sobre os filhos até a terceira e quarta geração dos que me odeiam, (6) mas que também ajo com amor até a milésima geração para aqueles que me amam e guardam os meus mandamentos." (Ex 20:2-5; cf. Dt 5:6-9) – Catecismo da Igreja Católica, Parte III: Vida em Cristo, Capítulo 1, Artigo 1
Porque a identidade de Javé Deus e Seu Caráter Transcendente são descritos nas Escrituras como Únicos. O ensinamento da Igreja Católica proscreve a superstição assim como a irreligião e explica que o mandamento é quebrado por ter imagens às quais o poder divino é atribuído, bem como em divinizar qualquer coisa que não seja Javé Deus. "O homem comete idolatria sempre que honra e reverencia uma criatura no lugar de Deus, quer sejam deuses ou demônios... poder, prazer, raça, ancestrais, estado, dinheiro, etc.". A Igreja Católica ensina que a idolatria estende-se além da adoração de imagens de outros deuses. "A idolatria rejeita o Senhorio Único de Javé Deus; é, portanto, incompatível com a comunhão com Javé Deus". O Catecismo elogia aqueles que se recusam a simular tal adoração em um contexto cultural e afirma que "o dever de oferecer a adoração autêntica a Deus diz respeito ao homem como indivíduo e como ser social".
O Catecismo da Igreja Católica observa que esse mandamento é lembrado muitas vezes em toda a Bíblia e cita passagens que descrevem as consequências temporais para aqueles que depositam confiança em outros lugares do que em Deus:

"A Escritura Sagrada constantemente recorda essa rejeição de "ídolos [de] prata e ouro, feitura das mãos dos homens. Eles têm bocas, mas não falam; olhos, mas não vêem." Esses ídolos vazios deixam seus adoradores vazios: "Aqueles que os fazem são como eles; assim são todos os que confiam neles". (Sl 115: 4-5,8; Is 44: 9-20; Jr 10:1-16; Dn 14:1-30). Javé Deus, no entanto, é o "Deus vivo", que dá vida e intervém na história. (Js 3:10;, Sl 42:3 etc.) — Catecismo da Igreja Católica - 2112
Em sua exposição do Salmo 96, Agostinho de Hipona, concordou com a descrição do salmista de ídolos inanimados e lembrou as palavras de Paulo aos coríntios de que sacrifícios a tais são oferecidos a demônios. Ao invés de divindades alternativas condenadas pelo monoteísmo, esses demônios são retratados por Agostinho como seres malévolos que buscam não governar, mas seduzir as pessoas a compartilhar o castigo eterno [que lhes está destinado], assim como um criminoso perverso pode implicar uma pessoa inocente para alimentar sua própria maldade. 
Antônio de Pádua buscou corrigir o desejo desmesurado para o dinheiro, que ele observara em alguns sacerdotes. Como os ídolos, aqueles sacerdotes que compraram e venderam escritórios e abandonaram seus rebanhos (na linguagem do salmista e de Isaías), têm olhos mas não veem, têm pés, mas andam.

### Visão protestante
Martinho Lutero ensinou que qualquer coisa em que uma pessoa deposita sua confiança ou prioridade, além de Javé Deus, pode tornar-se um ídolo. Em vez de desprezar os israelitas por cair na adoração dos ídolos, Lutero comentou que as pessoas são seres espirituais, que sabem que há uma autoridade divina e que facilmente caem na idolatria por causa da natureza decaída. Conhecer a verdade da idolatria, explicou ele, depende da Bíblia, pois, sem prestar atenção à Palavra de Deus, as pessoas "ajustam as características de Deus para acreditar num Deus que esteja de acordo com tais obras e adorações, como sua devoção e boa intenção".
João Calvino, prolífico e influente erudito da Reforma, adotou uma visão direta da idolatria, seguindo a simplicidade da fé dos primeiros apóstolos:

"Em uma palavra, sua teologia era em substância isto — Há Um Deus que criou todo o mundo, e declarou Sua Vontade a nós por Moisés e os profetas, e, finalmente, por Jesus Cristo e Seus apóstolos; e nós temos Um Único Redentor, que nos comprou pelo Seu sangue, e por cuja Graça nós esperamos ser salvos: todos os ídolos do mundo são falsidades, e merecem execração."— João Calvino, Busca Duradoura por Cristo
John Wesley pregou o texto do Apóstolo João: "Filhinhos, acautelai-vos com os falsos deuses!". Ele pensava que João não se referia aos ídolos das religiões em torno de Israel, porque, desde o cativeiro babilônico, o povo judeu ganhou profunda aversão pelos tai, e isso teria sido entendido pelos convertidos. Por ídolos, Wesley interpretou esse versículo como qualquer coisa ou prioridade a que o coração se dê, que não a Javé Deus. Ele observa que o apóstolo João muitas vezes encorajou o amor entre os cristãos, e ele deve primeiro ser fundado no amor de Javé Deus, o que só é possível, separado do culto dos ídolos:

"Como não há base firme para o amor aos nossos irmãos, exceto O Amor de Deus, assim não há possibilidade de amar a Deus, a menos que nos afastemos dos ídolos.— John Wesley